# البطولة الوطنية المجرية 1954
البطولة الوطنية المجرية 1954 (بالمجرية: 1954-es magyar labdarúgó-bajnokság)‏ هو الموسم 52 من البطولة الوطنية المجرية. أشرف على تنظيمه اتحاد المجر لكرة القدم، وكان عدد الأندية المشاركة فيه 14، وفاز فيه نادي بودابست هونفيد.